# Ardašir I.
Ardašir I., sasanidski vladar Perzije med letoma 226 in 242.
Ardašir velja za utemeljitelja države Sasanidov. Rodil se je kot sin svečenika Papaka v mestu Istakhr (jugozahodni Iran). Po smrti brata Šapura leta 208 je prišel na čelo družine Sasanidov, partskih vazalov dežele Farz (grško Perzija). Kot vazal se je leta 224 uprl partskemu kralju Artabanu V. in ga v več bitkah premagal. Artaban je padel, medtem ko so se vsi preživeli sorodniki umaknili v rimsko zavezniško državo Armenijo. Leta 226 se je Ardašir okronal kot kralj Perzije z nazivom »Kralj kraljev«. Prestolnica je bila v Ktezifonu.

## Ardaširjeva politika
Ardašir je želel obnoviti perzijsko Ahemenidsko cesarstvo, zato je prišel v konflikt z rimskim imperijem, saj je le-ta obsegal vse ahemenidske zahodne satrapije. Da bi legaliziral legitimnost svoje vladavine, je s pomočjo mitologije svojo družino genealoško povezal z Ahemenidi in s tem poudaril, da je nova Perzija zgolj renesansa stare, pri čemer so bili Selevkidi in Parti zgolj tuji vsiljivci. Zato je tudi obnovil zoroastrstvo kot državno religijo in umetnost v smislu nadaljevanja ahemenidske. Helenizem se je povsem opustil.

## Ardaširjeve vojne
Program je kralj nameraval realizirati z osvajalnimi pohodi. Spopad z Rimljani v Mezopotamiji je izgubil, zato pa je uspešno osvajal vzhodni Iran in prodrl vse do Kušanskega kraljestva.

## Državne reforme
Ardašir je izpeljal številne reforme uprave, financ, vojske in religije. Kot upravna enota je veljala satrapija pod upravo princev sasanidske dinastije. Sistem vazalstva se je ohranil pri nekaterih premaganih ljudstvih ali mestih, medtem ko je grška Selevkija ohranila avtonomijo. Temelj vojske je predstavljala težka konjenica, sestavljena iz vrst plemstva. Značilno je, da se je kralj osebno udeleževal bitk. Velike dohodke je prinašala trgovina, saj je Perzija zaradi ugodne lege imela vlogo posrednika med Rimljani, Indijo in Kitajsko. Ardašir kot obnovitelj zoroastrstva ni trpel drugih religij, zato jih je preganjal.